# Покровский Городок
Покровский Городок — посёлок сельского типа в Одинцовском районе Московской области, в составе сельского поселения Часцовское. Население 916 человек на 2006 год.В посёлке действует детский сад № 43. До 2006 года посёлок входил в состав Часцовского сельского округа.
Посёлок расположен на юго-западе района, на правом берегу реки Островня, примыкая с севера к селу Покровское и посёлку Покровское, в 12 км на северо-запад от Голицыно, высота центра над уровнем моря 188 м.

## Население
| 1989 | 2002 | 2006 | 2010 |
| ---- | ---- | ---- | ---- |
| 832  | ↗916 | →916 | ↘749 |

По переписи 1989 года в поселке Покровский городок имелось 283 хозяйства и 832 жителя.